# Valencia (zoologia)
I Valenciidae sono una famiglia di pesci ossei d'acqua dolce appartenente all'ordine Cyprinodontiformes, endemico dell'Europa meridionale. Comprende il solo genere Valencia con due specie.

## Distribuzione e habitat
Queste specie sono diffuse nell'Europa mediterranea (Spagna meridionale, Albania e Grecia). 

Vivono in acque dolci di fiumi, laghi ma anche in laghi e torrenti costieri. Non sono pesci migratori né stagionali.
I Valenciidae esistono almeno dall'Oligocene: i fossili del genere Prolebias si trovano in terreni di 33 milioni di anni fa in Europa.

## Descrizione
Sono pesci di piccole dimensioni (al massimo 8 cm) con corpo allungato e pinne forti e arrotondate. Si cibano di invertebrati.
Il nome della famiglia e del genere deriva dal loro scopritore, Achille Valenciennes,  zoologo francese del XIX secolo.

## Specie protette
Oggi entrambe le specie sono rigorosamente protette dalla II Convenzione di Berna, pertanto la loro cattura è vietata. La minaccia deriva dalla distruzione e dall'inquinamento del loro biotopo d'origine.
Entrambe le specie sono state classificate come in pericolo critico di estinzione da parte della IUCN.

## Acquariofilia
Valencia hispanica fu il primo killifish a essere commercializzato in Germania per l'allevamento in acquario.

## Le specie
- Valencia hispanica
- Valencia letourneuxi